# Castelo Candleston

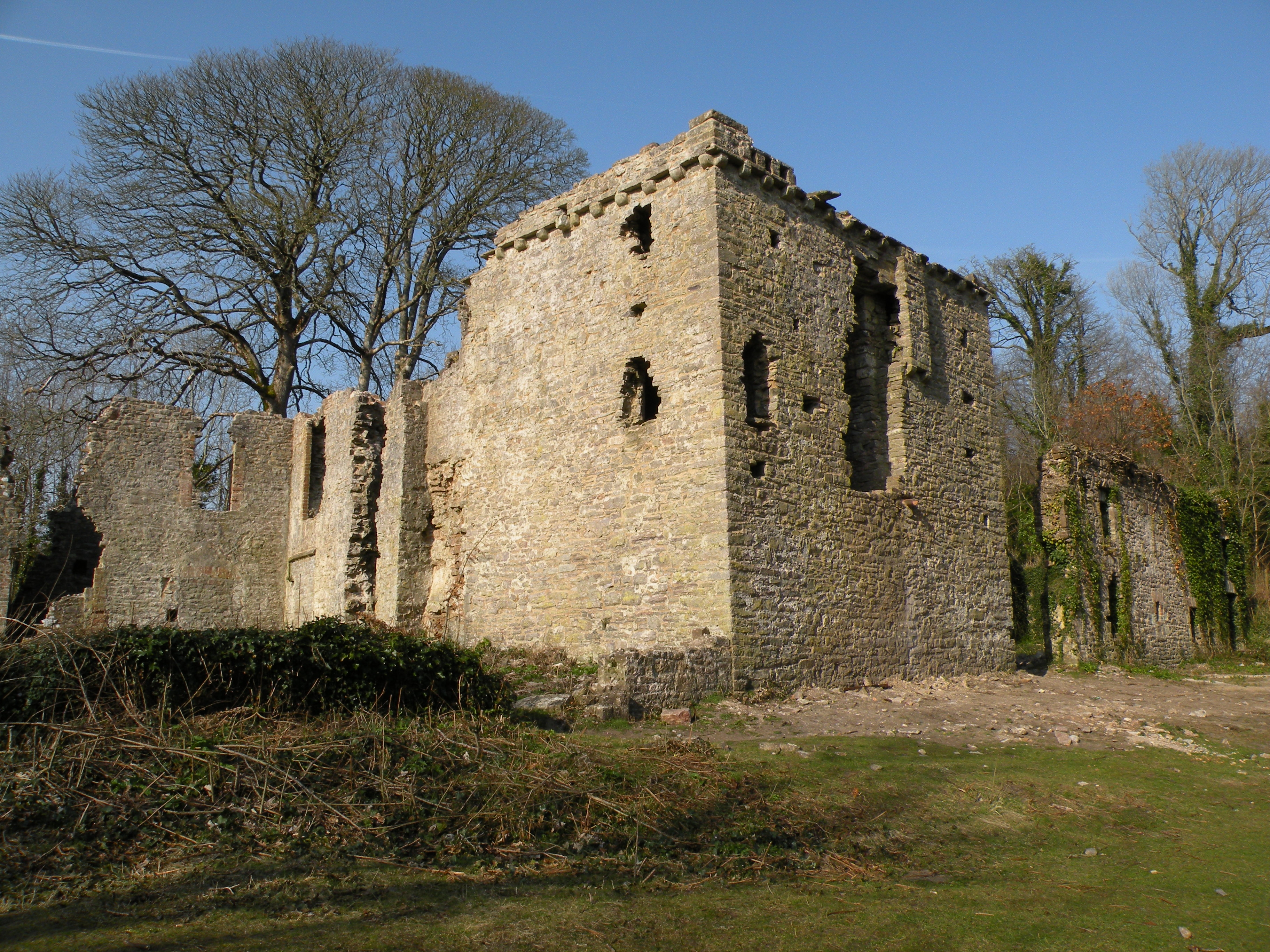
Castelo Candleston, País de Gales.

O Castelo Candleston (em língua inglesa Candleston Castle) é um castelo atualmente em ruínas localizado em Merthyr Mawr, Bridgend, País de Gales. 
Encontra-se classificado no Grau "I" do "listed building" desde 26 de julho de 1963.